# Барон, Алексей Владимирович
Алексей Владимирович Барон (род. 24 февраля 1954 года, аул Бакалы, КазССР, СССР) — советский и российский писатель-фантаст, по образованию — биохимик.

## Биография
Родился 24 февраля 1954 года в ауле Бакалы Казахской ССР. Высшее образование получил в РСФСР: в 1977 г. окончил Красноярский медицинский институт, после чего обучался в аспирантуре, защитил кандидатскую диссертацию, девять лет работал ассистентом кафедры биохимии, затем руководил лабораториями НИИ медицинских проблем Севера и Красноярского эндокринологического центра. В настоящее время является заведующим лабораторией медицинской службы Красноярского алюминиевого завода и доцентом Красноярского государственного университета. 
Писать начал в двенадцатилетнем возрасте.